# ديميتريوس تسالداريس
ديميتريوس تسالداريس (باليونانية: Δημήτρης Τσαλδάρης)‏ مواليد 7 مارس 1980 في بيرايوس، هو لاعب كرة سلة يوناني. بدأ مسيرته الاحترافية في سنة 2001. يلعب في الدوري اليوناني لكرة السلة. يحمل الرقم 16. يبلغ طوله 6 قدم 5 بوصة (2.0 م).

## المسيرة الاحترافية
لعب مع آليموس من سنة 2001 إلى 2004، ثم لعب مع نادي أريس لكرة السلة من سنة 2006 إلى 2009، ثم لعب مع سباستياني باسكت رييتي في الدوري الإيطالي في سنة 2009، ثم لعب مع سوتور باسكت مونتيجرانارو في موسم 2009–2010، ثم لعب مع دينامو باسكت ساساري في الدوري الإيطالي في موسم 2010–2011، ثم لعب مع بييلا لكرة السلة في سنة 2013.

## روابط خارجية
- ديميتريوس تسالداريس على موقع الدوري الأوروبي لكرة السلة (الإنجليزية)
- ديميتريوس تسالداريس على موقع كرة السلة الأوروبية.كوم (الإنجليزية)
- ديميتريوس تسالداريس على موقع DraftExpress.com (الإنجليزية)
- ديميتريوس تسالداريس على موقع ريلجم (الإنجليزية)
- ديميتريوس تسالداريس على موقع بروبوليرز (الإنجليزية)
- ديميتريوس تسالداريس على موقع سبورتس رفرنس (الإنجليزية)